# Satisfaktion
Satisfaktion (von lateinisch satisfactio, „Zufriedenstellung“, „Genugtuung“, „Befriedigung“, „Erfüllung“, von satis ‚genug‘ und facere ‚tun, machen, betreiben‘) ist – ehemals im adligen und hochbürgerlichen, heute nur noch in bestimmten Zusammenhängen waffenstudentischen Lebens – die Wiedergutmachung eines Ehrdelikts mit geeigneten Mitteln bzw. die Verpflichtung, eine solche Genugtuung bei erfolgter Beleidigung einzufordern.

## Begriff
Die Verwendung dieses Begriffs geht von der alten, im 19. Jahrhundert in Mitteleuropa wiederbelebten Vorstellung aus, dass innerhalb eines Standes von freien, waffentragenden Männern Ehrenstreitigkeiten mit internen Mitteln (ohne übergreifende Autorität) gelöst werden müssten. Das heißt, wer einem waffentragenden, satisfaktionsfähigen Stand angehört und ihm angehören will, etwa im Adel, im Offizierscorps, bei Studenten und Akademikern, ist nach dem gruppenspezifischen Ehrenkodex berechtigt, Satisfaktion zu fordern und auch zu leisten. Die Frage der Satisfaktionsfähigkeit ist damit auch eine der Gruppenzugehörigkeit. Ein Geforderter kann nun eine vermutete Ehrverletzung seitens eines anderen Mitgliedes dieses Standes als versuchten Ausschluss aus diesem Stand werten und mit einem Duell oder durch Worte (Zurücknahme der Beleidigung, förmliche Entschuldigung) den Ehrenhandel aus der Welt schaffen. Wenn er dem Beleidigten für ein Duell zur Verfügung steht („Satisfaktion gibt“), gilt die Standeszugehörigkeit des Beleidigten als bestätigt, das Ausschlagen einer Forderung mangels gleichen Standes ist umgekehrt eine extreme Form der Nichtanerkennung derselben.

## Geschichte

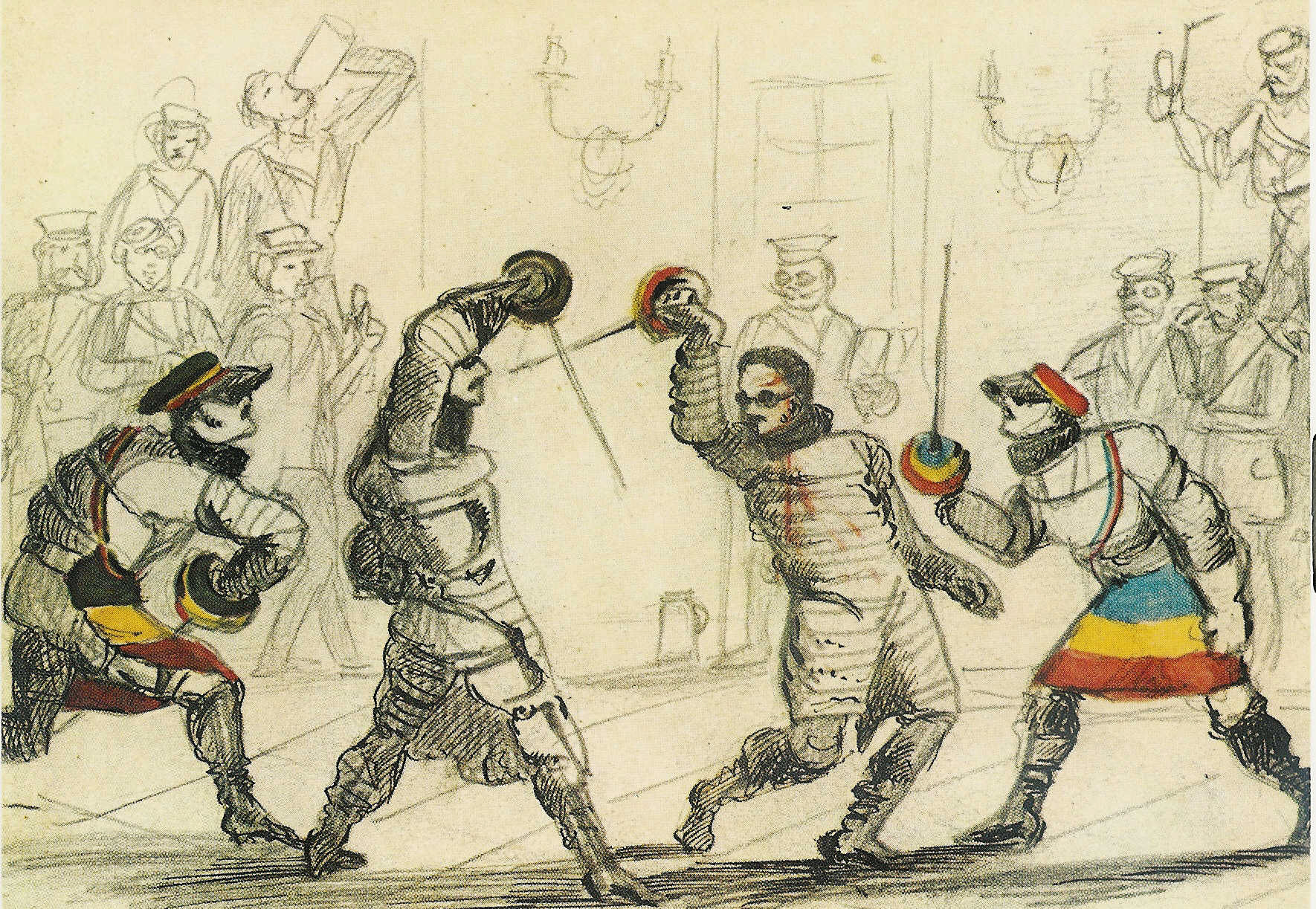
Mensur in Würzburg 1868, Angehörige des Corps Moenania (links) und der Landsmannschaft Makaria (rechts) gezeichnet von Ferdinand Ludwig

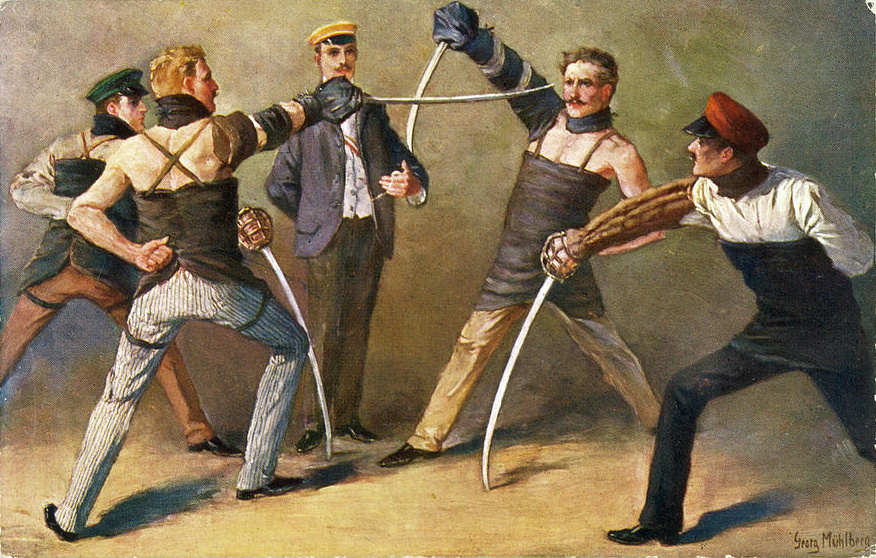
Studentisches Säbelduell (Gemälde von Georg Mühlberg, um 1900)

Das Privileg adeliger Studenten, Waffen tragen zu dürfen, war im 16. Jahrhundert mit kaiserlichem Dekret allen Studenten zugestanden worden.
Seit ungefähr der zweiten Hälfte des 19. Jahrhunderts musste ein Duell, dessen Ablauf durch den sogenannten Comment streng geregelt war, mit tödlichen Waffen erfolgen. Üblich waren zunächst als Studentische Fechtwaffe der Säbel und bei Offizieren die Pistole. In studentischen Kreisen wurde diese Praxis dadurch notwendig, dass die reguläre Mensur ihre ehrenreinigende Funktion verloren hatte. Sie war als Erziehungsmittel zur Bestimmungsmensur weiterentwickelt worden, der sich jeder Angehörige einer schlagenden Verbindung unterziehen musste. Zur Austragung von Ehrenstreitigkeiten mussten neue Mittel herangezogen werden. Die Studenten wollten sich an dem damals üblichen Brauch der Offiziere (die aus denselben Familien stammten und auch oft im selben Alter waren) orientieren.
Sowohl bei den Studenten als auch bei den Offizieren entwickelte sich zur Kanalisierung des Duellwesens die Einrichtung des Ehrengerichts, das eine jede Ehrverletzung prüfen, alle Mittel zum gütlichen Ausgleich suchen und nur in allerschwersten Fällen zum Austragen mit der Waffe seine Zustimmung geben durfte. Auch die Schwere der Waffen (bei Säbel auch der Schutzvorrichtungen, bei Pistole Zahl der Schüsse, Schussentfernung etc.) bedurfte der Zustimmung des Ehrengerichts. Ohne Zustimmung eines Ehrengerichts konnten Duelle nicht ausgeführt werden. Dem Spruch des Ehrengerichts hatten sich alle Beteiligten bedingungslos zu unterwerfen.
Verhandlungen und Duelle fanden ohne Zustimmung und Wissen der Obrigkeit (bei Offizieren der Militärgerichte, bei Studenten der Universitätsbehörden) statt. Duelle waren nach dem Reichsstrafgesetzbuch als Zweikampf mit tödlichen Waffen (15. Abschnitt, §§ 201–210) strafbar und konnten mit Festungshaft geahndet werden. Dieses Verbot wurde jedoch faktisch nur dann umgesetzt, wenn es schwere Verletzungen oder gar Tote gab, was durchaus vorkam. Den Fortbestand dieser gerichtlichen Praxis für die Bestimmungsmensur zeigte in den 1950er Jahren der Göttinger Mensurenprozess.
Kompliziert wurde diese Praxis an den Universitäten, als sich beginnend mit der Uttenruthia (gegründet 1836; Schwarzburgbund) die ersten nichtschlagenden Verbindungen gründeten, die das Fechten (also Duell und Mensur) ablehnten. Die elitäre Auffassung, dass die Studenten einen besonderen, zum Waffentragen berechtigten „Stand“ in der Bevölkerung bildeten, wurde dadurch erschüttert. Auch gab es bald Verbindungen, die die Bestimmungsmensur ablehnten, aber durchaus Duelle durchführten – also so genannte „Satisfaktion mit der Waffe“ gaben. Man unterschied die unbedingte und die bedingte Satisfaktion mit der Waffe. Bei einer Verbindung, die „bedingte Satisfaktion mit der Waffe“ bot, mussten die neueintretenden Mitglieder verbindlich erklären, ob und gegebenenfalls mit welchen Waffen sie Satisfaktion geben wollten. Alte Verbindungen, vor allem die Corps, bestanden auf der „unbedingten Satisfaktion mit der Waffe“.
Die zunehmend unbefriedigende Situation wurde erst in den 1920er Jahren durch das Erlanger Verbände- und Ehrenabkommen geklärt. Es ermöglichte, Ehrenstreitigkeiten zwischen Mitgliedern aller studentischen Verbände auch ohne Waffe beizulegen. Durch diese Entwicklung war die Auffassung vom Studententum als „Stand“, der mit der Waffe verteidigt werden müsse, ad absurdum geführt. Das studentische Duell war hinfällig geworden. Nach dem Zweiten Weltkrieg verzichteten die schlagenden Verbindungen formell auf die unbedingte Satisfaktion mit der Waffe. Ihre Delegierten bestätigten am 8. April 1953 diesen Verzicht auf die Austragung von Ehrenhändeln mit der Waffe gegenüber dem Bundespräsidenten Theodor Heuss. Der Erste Vorsitzende des Verbandes Alter Corpsstudenten (VAC), Justizrat Werner Ranz, erklärte ihm im Namen aller waffenstudentischen Verbände:

„Die Korporationsverbände haben in ihren Satzungen die unbedingte Satisfaktion mit der Waffe nicht. Sie sehen vielmehr die unbedingte Satisfaktion darin, dass jeder Korporationsangehörige, der für sein Tun und Unterlassen verantwortlich gemacht wird, sich einem Schiedsgericht unterwerfen muss und bei unehrenhaftem Verhalten mit Bestrafung und Ausschluss zu rechnen hat.“

Damit gehörte das studentische Duellwesen in Deutschland endgültig der Vergangenheit an.
Dennoch bleibt die unbedingte Satisfaktion weiterhin eine Verpflichtung für jeden Corpsstudenten, nämlich so, dass er sich bei Ehrenstreitigkeiten bedingungslos dem Spruch eines Ehrengerichts zu unterwerfen hat (Kösener Schiedsgerichtsordnung, Ehrenordnung des Weinheimer Senioren-Convent WSCEO). Das Ehrengericht kann einen Beleidiger zum Zwecke der Satisfaktion zur „Revokation“ (Zurücknahme), zur „Deprekation“ (Abbitte) oder zusätzlich zu einem „Ausdruck des Bedauerns“ – je nach Schwere der Beleidigung – verpflichten. Dieser Verpflichtung kann sich heute niemand mehr durch die Bereitschaft zum Waffengang entziehen.

## Ramsch
Eine Ramsch genannte, aus nichtigem Grund ausgesprochene Herausforderung galt als Unsitte unter Waffenstudenten. Mit Provokationen wurde der ausgemachte Gegner zu Äußerungen gebracht, die als Beleidigung und damit als Grund für einen Ehrenhandel aufgefasst werden konnten; in manchen Fällen herrschte dabei aber stilles Einvernehmen. Der Ramsch kam vor ein Ehrengericht und wurde dort entschieden. Das Wort ramschen – jemanden anramschen – bedeutet so viel wie Händel suchen. Der Ramscher ist eine despektierliche Bezeichnung. Nach dem Ersten Weltkrieg beurteilten die Ehrengerichte das Ramschen meist mit Revokation und Deprekation. Das hatte eine Bestrafung durch die betreffende Studentenverbindung zur Folge.

## Bücher und Filme
Der nicht satisfaktionsfähige Bäckermeister, der den Lieutenant Gustl in Schnitzlers gleichnamiger Novelle aus dem Jahr 1900 bei einer Drängelei an der Garderobe in seiner Ehre verletzt, stürzt diesen in ein derartiges Dilemma, dass für ihn nur noch der Suizid infrage kommt. Als Offizier müsste er bei einer solchen Ehrverletzung Satisfaktion einfordern, was ihm aber gegenüber einem Zivilisten, der weder adelig noch Offizier ist, nicht möglich ist. Das eigentliche Standes-Privileg führt hier also auf absurde Weise in ein Ehr-Dilemma. Schnitzler löste mit dieser demaskierenden Novelle, in der er den Ehrenkodex der Offiziere und vor allem seine Folgen parodiert, einen Skandal aus. In der Folge wurde Schnitzler vom Ehrenrat für Kadetten und Landwehroffiziere 1901 wegen Verunglimpfung des Militärs sein Offiziersrang aberkannt.
In dem Spielfilm Der Untertan von Wolfgang Staudte, der Verfilmung eines Romans von Heinrich Mann von 1951, geraten zwei Männer in einem Café in Streit, woraufhin einer der Kontrahenten seinen Widersacher mit der Frage „Geben Sie Satisfaktion – oder wollen Sie etwa kneifen?“ konfrontiert und sich die beiden Männer hinterher mit Glockenschlägern duellieren. Durch einen Hieb mit dem Glockenschläger erleidet einer der Männer eine lange blutige Schnittwunde an der linken Wange.
Wenn in dem Thriller Bugsy von 1991 der Mobster Ben Siegel, verkörpert von Warren Beatty, in einem Nachtclub seine Frau mit einem ihm fremden Flamenco-Gitarristen an einem Tisch antrifft, beleidigt Ben Siegel den Mann, indem er ihn einen „Widerling“ nennt, woraufhin der Flamenco-Gitarrist aufsteht und entgegnet: „Ich verlange einen Widerruf. Ich verlange Genugtuung!“ Anschließend bedroht der Mobster den Fremden mit einem gezogenen Revolver.
In der Episode Duell bei Sonnenaufgang (Staffel 11, Folge 5, Jahr: 2000) der Zeichentrickserie Die Simpsons schlägt Homer Simpson in einem Supermarkt mit einem Handwerkerhandschuh einem Cowboy aus den amerikanischen Südstaaten mit den Worten „Ich verlange Genugtuung!“ ins Gesicht, so dass der geohrfeigte Südstaaten-Gentleman das Duell annimmt und Homer zu einem gegenseitigen Schießen mit Pistolen herausfordert.